# Larisa Kruglova
Larisa Nikolaevna Kruglova (in russo Лариса Николаевна Круглова?; Murmansk, 27 ottobre 1972) è un'ex velocista russa.

## Palmarès

### Olimpiadi
- 1 medaglia:
  - 1 argento (Atene 2004 nella staffetta 4×100 m)

### Mondiali
- 1 medaglia:
  - 1 bronzo (Parigi 2003 nella staffetta 4×100 m)

### Europei
- 1 medaglia:
  - 1 argento (Monaco di Baviera 2002 nella staffetta 4×100 m)
  - 1 oro (Göteborg 2006 nella staffetta 4×100 m, avendo gareggiato unicamente in batteria)

## Altre competizioni internazionali
2003
- Coppa Europa di atletica leggera ( Firenze)

2004
- Coppa Europa di atletica leggera ( Bydgoszcz)

2006
- Coppa Europa di atletica leggera ( Malaga)